# Wang Xin
Wang Xin (chinesisch 王鑫, Pinyin Wáng Xīn; * 11. August 1992 in Wuhan, Hubei) ist eine chinesische Wasserspringerin. Sie nimmt an Einzel- und Synchronwettbewerben vom 10-Meter-Turm teil. Ihr größter Erfolg ist die Goldmedaille im Synchronspringen vom Turm bei den Olympischen Sommerspielen 2008 in Peking. Sie wird von Zhao Wenjin trainiert.
Bei den Asienspielen 2006, die in Doha stattfanden, gewann Wang Xin die Goldmedaille im Einzelwettbewerb vom 10-Meter-Turm. Ein Jahr später, bei den Schwimmweltmeisterschaften 2007 in Melbourne, konnte sie ebenfalls Gold in diesem Wettbewerb erreichen. Wang wurde in den chinesischen Kader für die im Heimatland stattfindenden Olympischen Sommerspiele 2008 berufen. Sie durfte im Einzel- und Synchronwettbewerb starten. Im Einzel konnte Wang Xin die Bronzemedaille gewinnen. Zusammen mit Chen Ruolin belegte sie im Synchronspringen den ersten Platz und gewann die Goldmedaille. Bei den Schwimmweltmeisterschaften 2009 in Rom siegten Chen Ruolin und Wang Xin im Synchronwettbewerb vom Turm.